# Bromuconazole
Le bromuconazole  est une substance active de produit phytosanitaire (ou produit phytopharmaceutique, ou pesticide), qui présente un effet fongicide, et qui appartient à la famille chimique des triazoles.

## Réglementation
Sur le plan de la réglementation des produits phytopharmaceutiques :
- pour l’Union européenne : cette substance active est interdite par la décision 2008/832/CE à la suite de l'examen relatif à l'inscription à l’annexe I de la directive 91/414/CEE.
- pour la France : cette substance active n'est pas autorisée dans la composition de préparations bénéficiant d’une autorisation de mise sur le marché.

## Caractéristiques physico-chimiques
Les caractéristiques physico-chimiques dont l'ordre de grandeur est indiqué ci-après, influencent les risques de transfert de cette substance active vers les eaux, et le risque de pollution des eaux :
- Hydrolyse à pH 7 : très stable,
- Solubilité : 50 mg·l-1,
- Coefficient de partage carbone organique-eau : 872 cm3·g-1. Ce paramètre, noté Koc, représente le potentiel de rétention de cette substance active sur la matière organique du sol. La mobilité de la matière active est réduite par son absorption sur les particules du sol.
- Durée de demi-vie : 76 jours. Ce paramètre, noté DT50, représente le potentiel de dégradation de cette substance active, et sa vitesse de dégradation dans le sol.
- Coefficient de partage octanol-eau : 3,24. Ce paramètre, noté log Kow ou log P, mesure l’hydrophilie (valeurs faibles) ou la lipophilie (valeurs fortes) de la substance active.

## Écotoxicologie
Sur le plan de l’écotoxicologie, les concentrations létales 50 (CL50) dont l'ordre de grandeur est indiqué ci-après, sont observées :
- CL50 sur poissons : 1,27 mg·l-1,
- CL50 sur daphnies : > 8,9 mg·l-1,
- CL50 sur algues : 2,1 mg·l-1.

## Toxicité pour l’homme
Sur le plan de la toxicité pour l’Homme, la dose journalière acceptable (DJA) est de l’ordre de : 0,012 5 mg·kg-1·j-1.